# Saint-Christophe (Savoie)
Saint-Christophe is een gemeente in het Franse departement Savoie (regio Auvergne-Rhône-Alpes) en telt 442 inwoners (1999). De plaats maakt deel uit van het arrondissement Chambéry.

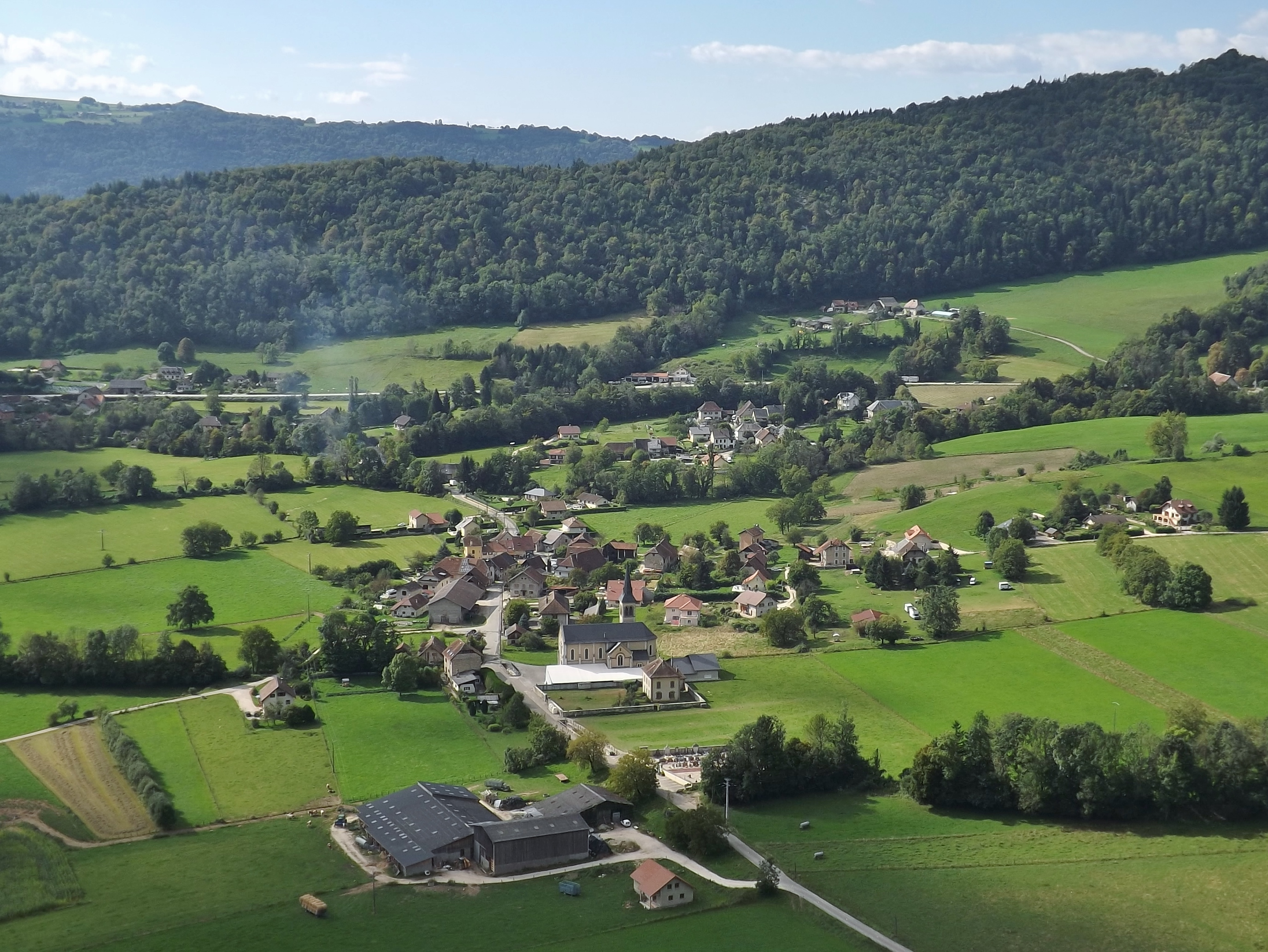
Saint-Christophe

## Geografie
De oppervlakte van Saint-Christophe bedraagt 11,0 km², de bevolkingsdichtheid is 40,2 inwoners per km². Het plaatsje ligt ten westen aan de voet van de Chartreuse en grenst aan Saint-Christophe-sur-Guiers in het departement Isère.
De onderstaande kaart toont de ligging van Saint-Christophe (Savoie) met de belangrijkste infrastructuur en aangrenzende gemeenten.

## Demografie
Onderstaande figuur toont het verloop van het inwonertal (bron: INSEE-tellingen).

1. ↑  Populations de référence 2022.